# Apache Derby
Apache Derby – relacyjna baza danych w całości zaimplementowana w języku programowania Java. Projekt rozwijany jest przez Apache Software Foundation i rozpowszechniany na otwartej licencji Apache License 2.0.

## Historia
Projekt został zapoczątkowany przez Cloudscape Inc w 1996, a jego celem było stworzenie mechanizmu zarządzania bazą danych dla języka JAVA. Po raz pierwszy został udostępniony rok później, pod nazwą JBMS. Wkrótce potem projekt został przemianowany na Cloudscape.
W 1991 Cloudscape Inc zostało przejęte przez Informix Software, Inc, a w 2001 IBM przejął departament Informix Software, Inc odpowiedzialny za rozwój baz danych w związku z czym przejął także projekt Cloudscape przemianowująć go na IBM Cloudscape.
W 2004 projekt został podarowany Apache Software Foundation i przyjął nazwę Derby.